# Swartzia aureosericea
Swartzia macrosema là một loài loài thực vật họ Đậu (Fabaceae).
Loài này chỉ có ở Ecuador.
Môi trường sống tự nhiên của chúng là vùng núi ẩm nhiệt đới hoặc cận nhiệt đới.